# Greenville (Kentucky)
Greenville è un comune degli Stati Uniti d'America, capoluogo della contea di Muhlenberg, nello Stato del Kentucky. Il suo nome deriva da quello del generale Nathanael Greene, nome storico della rivoluzione americana.
La popolazione era di 4 398 abitanti secondo il censimento dell'anno 2000.
A Greenville sono nati gli attori Warren Oates (nativo del sobborgo di Depoy) e Miles Heizer.